# Sarah Polley
Sarah Ellen Polley OC (Toronto, Ontário, 8 de janeiro de 1979) é uma atriz, roteirista e diretora canadense. Polley estrelou a série de TV canadense Road to Avonlea com apenas 10 anos, e tem uma carreira vasta como atriz passando por filmes cultuados como eXistenZ, The Secret Life of Words e Mr. Nobody. Seu grande exito no entanto foi como diretora e roteirista de cinema, tendo como destaque os filmes Longe Dela, seu primeiro trabalho nessas funções, Take This Waltz e Entre Mulheres, pelo qual venceu o Oscar de Melhor Roteiro Adaptado, em 2023.

## Biografia
Polley nasceu em Toronto, Canadá e é a mais nova de 5 irmãos. Sua mãe Diane Elizabeth foi uma atriz que morreu de câncer quando ela havia apenas 11 anos. Sarah cresceu pensando que seu pai era o ator britânico Michael Polley, mas só ao ficar adulta descobriu que seu verdadeiro pai é Harry Gulkin, um ator de teatro com quem sua mãe teve um caso na época em que faziam uma peça juntos. Polley resolveu fazer um filme sobre este caso e as histórias de sua família com data de estréia prevista para 2013, chamado Stories We Tell.
Em 2003 Sarah se casou com o editor de filmes David Wharnsby com quem havia namorado por 7 anos. Eles se divorciaram em 2008.
Em agosto de 2011 ela se casou com o técnico jurídico David Sandomierski. No dia 7 de fevereiro de 2012, Sarah deu à luz Eve, a primeira filha do casal.

## Carreira
Seu primeiro filme foi aos 4 anos no One Magic Christmas da Disney. Aos 8 anos ela desempenhou o papel de Ramona Quimby no Tele-filme Ramona
Participou do filme The Adventures of Baron Munchausen de 1988, do diretor Terry Gilliam, com 9 anos na época, contracenou com John Neville, Oliver Reed, Jonathan Pryce, Robin Williams. Esse filme Indicado ao Oscar de Melhor Direção de arte, Maquiagem, Efeitos especiais e Figurino. Mas aos 10 anos chamou ainda mais a atenção com sua atuação na série Road to Avonlea, pela qual foi elogiada e ganhou fama de "Queridinha do Canadá".
Já adulta Polley desempenhou papéis elogiados como a Ronna Martin do cultuado filme independente Go! e a Merle do eXistenZ de  David Cronenberg.  Em 2003 foi Ann no consagrado filme My Life Without Me. Em 2005 ela foi indicada a um European Film Awards de Melhor atriz pelo papel de Hanna em The Secret Life of Words.
Revelou ser ateia em 2006.
Presidiu o juri do Festival de Cannes em 2007.
Em 2008 foi indicada pelo roteiro de seu filme de estréia Away from Her no Oscar e por este trabalho ganhou muitos prêmios e elogios. E resolveu se dedicar mais a carreira de diretora continuando com os filmes Take This Waltz(2012) e futuramente Stories We Tell.
Seu último trabalho como atriz foi no filme Mr. Nobody de Jaco Van Dormael onde teve uma atuação aclamada pela crítica.

## Filmografia

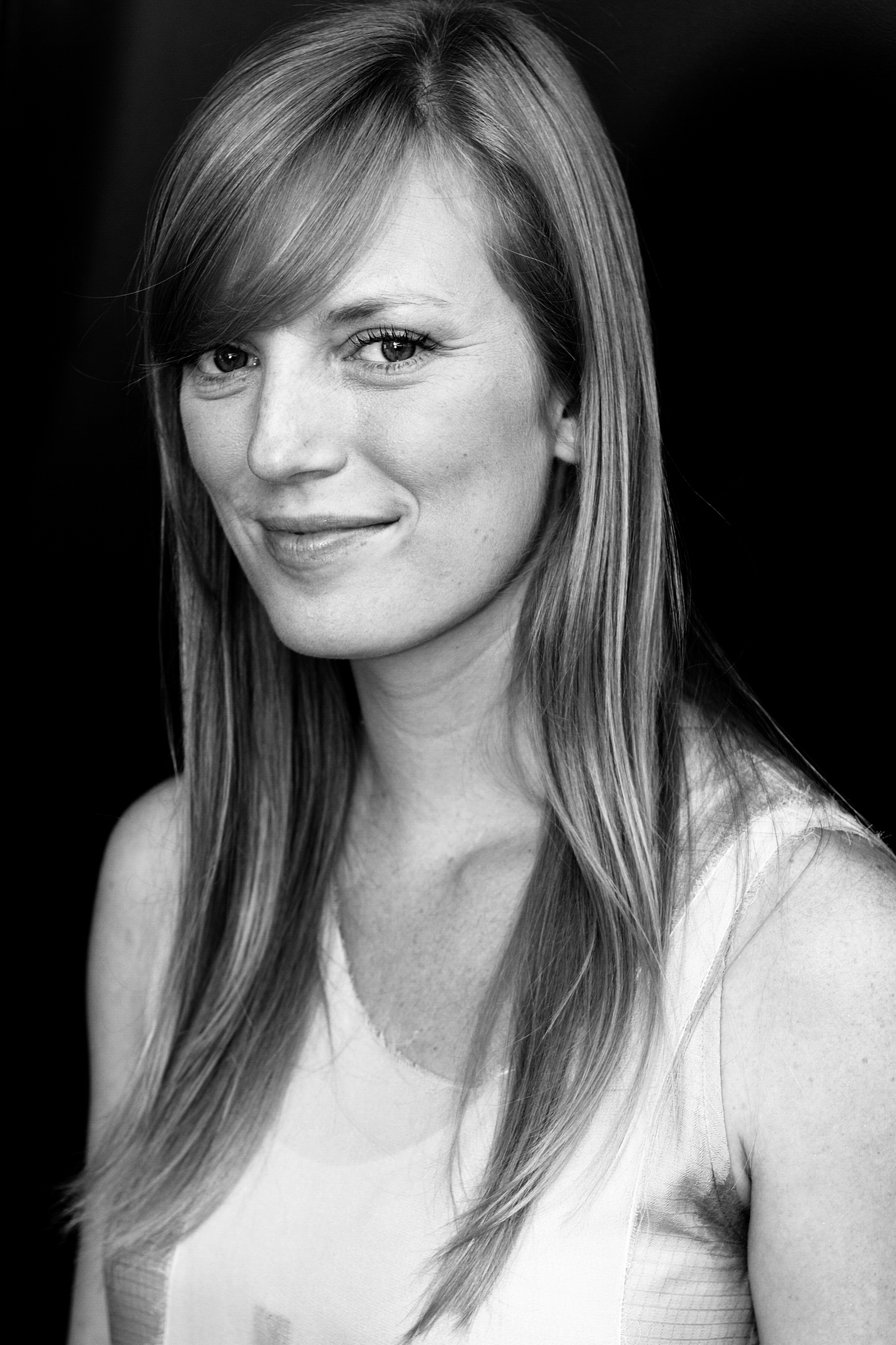
Polley no Festival de Veneza de 2009.

| Ano       | Título                                   | Personagem               | Nota                         |
| --------- | ---------------------------------------- | ------------------------ | ---------------------------- |
| 1985      | One Magic Christmas (BR: O Natal Mágico) | Molly Monaghan           |                              |
| 1985      | Night Heat                               | Cindy                    | Episódio: "The Game"         |
| 1986      | Confidential                             |                          |                              |
| 1987      | Screen Two                               |                          | Episódio: "Heaven on Earth"  |
| 1987      | Tomorrow's a Killer                      | Karla                    |                              |
| 1987      | Hands of a Stranger                      | Suzie Hearn              | Tele-filme                   |
| 1987      | The Big Town                             | Christy Donaldson        |                              |
| 1987      | Friday the 13th                          | Mary                     | Episódio: "The Inheritance"  |
| 1987      | Blue Monkey                              | Ellen                    |                              |
| 1988      | Ramona                                   | Ramona Quimby            | Tele-filme                   |
| 1988      | The Adventures of Baron Munchausen       | Sally Salt               |                              |
| 1989      | Le Triomphe de Babar                     | Celeste (voz)            |                              |
| 1990–1996 | Road to Avonlea                          | Sara Stanley             | 65 episódios                 |
| 1990      | Lantern Hill                             | Jody Turner              | TV movie                     |
| 1991      | Johann's Gift to Christmas               | Angel                    | Tele-filme                   |
| 1993      | Hidden Room                              | Alice                    | Episódio: "Dangerous Dreams" |
| 1994      | Take Another Look                        | Amy                      | Tele-filme                   |
| 1994      | Exotica                                  | Tracey Brown             |                              |
| 1996      | Children First!                          |                          |                              |
| 1996      | Joe's So Mean to Josephine               | Josephine                |                              |
| 1996      | Straight Up                              | Lily                     | Tele-filme                   |
| 1997      | The Sweet Hereafter                      | Nicole Burnell           |                              |
| 1997      | The Hanging Garden                       | Teen Rosemary            |                              |
| 1997      | The Planet of Junior Brown               | Butter                   |                              |
| 1998      | Jerry and Tom                            | Deb                      |                              |
| 1998      | White Lies                               | Catherine Chapman        | Tele-filme                   |
| 1998      | Last Night                               | Jennifer 'Jenny' Wheeler |                              |
| 1999      | Guinevere                                | Harper Sloane            |                              |
| 1999      | eXistenZ                                 | Merle                    |                              |
| 1999      | Go!                                      | Ronna Martin             |                              |
| 1999      | The Life Before This                     | Connie                   |                              |
| 1999      | The Industry                             | Rhonda                   | Episódio: "It's a Science"   |
| 2000      | This Might Be Good                       |                          |                              |
| 2000      | The Weight of Water                      | Maren Hontvedt           |                              |
| 2000      | Love Come Down                           | Sister Sarah             |                              |
| 2001      | The Law of Enclosures                    | Beatty 'Beatrice'        |                              |
| 2001      | No Such Thing                            | Beatrice                 |                              |
| 2003      | The I Inside                             | Clair                    |                              |
| 2003      | The Event                                | Dana                     |                              |
| 2003      | My Life Without Me                       | Ann                      |                              |
| 2003      | Dermott's Quest                          | Gwen                     |                              |
| 2003      | Luck                                     | Margaret                 |                              |
| 2004      | Dawn of the Dead                         | Ana                      |                              |
| 2004      | Sugar                                    | Pregnant Girl            |                              |
| 2004      | Siblings                                 | Tabby                    |                              |
| 2005      | Don't Come Knocking                      | Sky                      |                              |
| 2005      | The Secret Life of Words                 | Hanna                    |                              |
| 2005      | Beowulf & Grendel                        | Selma                    |                              |
| 2006      | Slings and Arrows                        | Sophie                   | 5 episódios                  |
| 2008      | John Adams                               | Nabby Adams              | 4 episódios                  |
| 2009      | Mr. Nobody                               | Elise                    |                              |
| 2009      | Splice                                   | Elsa Kast                |                              |
| 2010      | Trigger                                  | Hillary                  |                              |
| 2014      | Every Thing Will Be Fine                 |                          | pré-produção                 |

## Direção e roteiro
| Ano  | Título                   | Nota                                    |                      |
| ---- | ------------------------ | --------------------------------------- | -------------------- |
| 1999 | The Best Day of My Life  | Direção, roteiro                        |                      |
| 1999 | Don't Think Twice        | Roteiro, co-produção                    |                      |
| 2001 | I Shout Love             | Direção, roteiro                        |                      |
| 2002 | All I Want for Christmas | Direção                                 |                      |
| 2004 | The Shields Stories      | Episódio: "The Harp" (direção, roteiro) |                      |
| 2006 | Longe Dela               | Direção, roteito                        |                      |
| 2011 | Take This Waltz          | Direção, roteiro, produção              |                      |
| 2013 | Stories We Tell          | Direção, roteiro                        |                      |
| 2016 | Secret Path              | Telefilme                               | Produtora executiva  |
| 2017 | A Better Man             | Documentário                            | Produtora executiva  |
| 2017 | Alias Grace              | TV miniseries                           | Produtora, escritora |
| 2020 | Hey Lady!                | Série, 8 episódios                      | Diretora             |
| 2022 | Women Talking            |                                         | Diretora             |

### Principais prêmios e indicações
Oscar
| Ano  | Categoria               | Filme         | Resultado |
| ---- | ----------------------- | ------------- | --------- |
| 2008 | Melhor roteiro adaptado | Away from Her | Indicado  |
| 2023 | Melhor roteiro adaptado | Women Talking | Venceu    |

National Board of Review
| Ano  | Categoria     | Filme               | Resultado |
| ---- | ------------- | ------------------- | --------- |
| 1997 | Melhor elenco | The Sweet Hereafter | Venceu    |

European Film Awards
| Ano  | Categoria    | Filme                    | Resultado |
| ---- | ------------ | ------------------------ | --------- |
| 2008 | Melhor atriz | The Secret Life of Words | Indicado  |

Goya Awards
| Ano  | Categoria    | Filme              | Resultado |
| ---- | ------------ | ------------------ | --------- |
| 1997 | Melhor atriz | My Life Without Me | Indicado  |

Independent Spirit Awards
| Ano  | Categoria                | Filme | Resultado |
| ---- | ------------------------ | ----- | --------- |
| 2011 | Melhor atriz coadjuvante | Go!   | Indicado  |

Satellite Award
| Ano  | Categoria                              | Filme         | Resultado |
| ---- | -------------------------------------- | ------------- | --------- |
| 2011 | Melhor diretor                         | Away from Her | Indicado  |
| 2011 | Melhor roteiro adaptado                | Away from Her | Indicado  |
| 2018 | Melhor atriz coadjuvante em tele-filme | John Adams    | Indicado  |

Critics' Choice Awards
| Ano  | Categoria               | Filme         | Resultado |
| ---- | ----------------------- | ------------- | --------- |
| 2023 | Melhor Direção          | Women Talking | Indicado  |
| 2023 | Melhor Roteiro Adaptado | Women Talking | Venceu    |